# Moutardon
Moutardon est une commune associée à Nanteuil-en-Vallée, dans le département de la Charente, dans la région Nouvelle-Aquitaine.

## Géographie
Moutardon est située dans le nord du département de la Charente, à 6 km au nord de Nanteuil-en-Vallée et à 9 km à l'est de Ruffec. Elle a été associée à Nanteuil-en-Vallée le 1er janvier 1973 par arrêté préfectoral du 29 décembre 1972.
Elle est traversée par la Lizonne (affluent de la Charente).

## Toponymie
Une forme ancienne est Monte Arduo, alias Arduo.
L'origine du nom de Moutardon remonterait au mot latin mons (colline) et à un nom de personne peut-être germanique Ardo, ce qui correspondrait à « mont d'Ardon »,.

## Histoire
Au Moyen Âge, principalement aux XIIe et XIIIe siècles, l'abbaye de Nanteuil se trouvait sur une variante nord-sud de la via Turonensis, itinéraire du pèlerinage de Saint-Jacques-de-Compostelle qui passait par l'abbaye de Charroux, Saint-Amant-de-Boixe, Angoulême, Blanzac et Aubeterre. Moutardon est le point d'entrée en Charente de cet ancien chemin. Une stèle a été érigée à la limite départementale en 2008 par l'Association des Amis de Saint-Jacques en Charente.
Moutardon serait la paroisse d'origine de la famille de Livenne, famille noble éteinte, qui y possédait une terre.
Au début du XXe siècle, l'industrie était représentée par un moulin à blé sur la Lizonne et quelques fours à chaux. Il y avait aussi des mines de fer qui n'étaient plus exploitées.

## Démographie
L'évolution du nombre d'habitants est connue à travers les recensements de la population effectués dans la commune depuis 1793. À partir du 1er janvier 2009, les populations légales des communes sont publiées annuellement dans le cadre d'un recensement qui repose désormais sur une collecte d'information annuelle, concernant successivement tous les territoires communaux au cours d'une période de cinq ans. 
Pour les communes de moins de 10 000 habitants, une enquête de recensement portant sur toute la population est réalisée tous les cinq ans, les populations légales des années intermédiaires étant quant à elles estimées par interpolation ou extrapolation. Pour la commune, le premier recensement exhaustif entrant dans le cadre du nouveau dispositif a été réalisé en ,.
En 2007, la commune comptait 266 habitants.
| 1793 | 1800 | 1806 | 1821 | 1831 | 1841 | 1846 | 1851 | 1856 |
| ---- | ---- | ---- | ---- | ---- | ---- | ---- | ---- | ---- |
| 621  | 572  | 664  | 767  | 750  | 667  | 718  | 712  | 677  |

| 1861 | 1866 | 1872 | 1876 | 1881 | 1886 | 1891 | 1896 | 1901 |
| ---- | ---- | ---- | ---- | ---- | ---- | ---- | ---- | ---- |
| 645  | 639  | 605  | 610  | 664  | 636  | 631  | 613  | 559  |

| 1906 | 1911 | 1921 | 1926 | 1931 | 1936 | 1946 | 1954 | 1962 |
| ---- | ---- | ---- | ---- | ---- | ---- | ---- | ---- | ---- |
| 601  | 549  | 538  | 509  | 527  | 455  | 399  | 414  | 378  |

| 1968 | 2007 | - | - | - | - | - | - | - |
| ---- | ---- | - | - | - | - | - | - | - |
| 342  | 266  | - | - | - | - | - | - | - |

### Remarques
En 2007, la commune comptait 266 habitants.

## Lieux et monuments

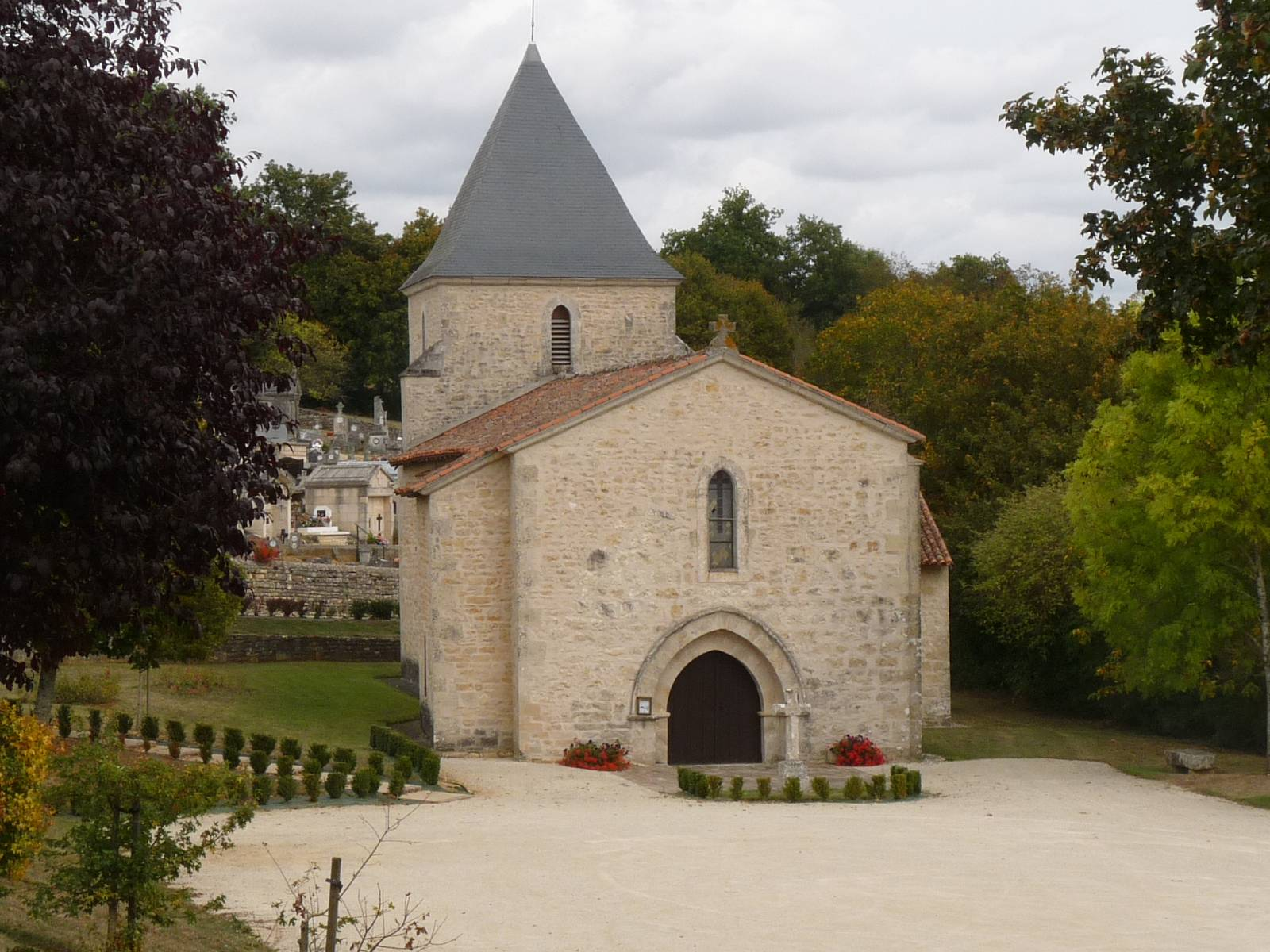
L'église

L'église paroissiale Saint-Martial